# الحرب الأنجلو إسبانية (1625-1630)
كانت الحرب الأنجلو إسبانية حربًا خاضتها إسبانيا ضد مملكة إنجلترا والأقاليم المتحدة من 1625 إلى 1630. شكل الصراع جزءًا من حرب الثمانين عامًا وحرب الثلاثين عامًا.

## الحرب
صوت البرلمان عام 1624 على تقديم ثلاث منح مالية، بلغت نحو 300,000 جنيه استرليني لتحريك الحرب، شريطة أن تُنفق على حرب بحرية. رفض جيمس، الداع إلى السلام دائمًا، إعلان الحرب، وفي الواقع لم يفعل ذلك أبدًا. خليفته تشارلز الأول هو الذي أعلن الحرب عام 1625.

### حصار بريدا
في أغسطس 1624، أمر الجنرال الإسباني – دون أمبروسيو سبينولا – قواته بفرض حصار على مدينة بريدا الهولندية. كانت المدينة شديدة التحصين وتُدافع عنها حامية عسكرية من 7,000 جندي هولندي. جمع سبينولا دفاعاته بسرعة ودحر جيش الإنقاذ الهولندي بقيادة موريس ناساو، أمير أورانج، الذي كان يحاول قطع إمداداته. في فبراير 1625، هُزمت قوة إنقاذ أخرى، مؤلفة من 7,000 جندي إنجليزي تحت قيادة السير هوراس فير وإرنست فون مانسفيلد.
أخيرًا، سلم جاستن فان ناساو بريدا للإسبان في يونيو 1625 بعد حصار دام أحد عشر شهرًا.

### بعثة قادس
بحلول أكتوبر 1625، أُعد نحو 100 سفينة وما مجموعه 15,000 بحار وجندي لبعثة قادس. أُبرم تحالف مع الهولنديين أيضًا، ووافق الحلفاء الجدد على إرسال 15 سفينة حربية أخرى بقيادة وليام ناساو، للمساعدة في حراسة القناة الإنجليزية في ظل غياب الأسطول الإنجليزي الرئيسي. عُيّن السير إدوارد سيسيل، وهو من المحاربين المخضرمين القدامى في خدمة القوات الهولندية، قائدًا للبعثة من قِبل دوق باكنغهام، وتبين أنه خيار غير مدروس. كان سيسيل جنديًا جيدًا، لكنه كان قليل المعرفة في الأمور الملاحية.
تضمنت الحملة المخطط لها عدة عناصر: تجاوز سفن التجارة الإسبانية العائدة من الأمريكيتين والمحملة بالأغراض الثمينة؛ والاعتداء على المدن الإسبانية، بقصد مهاجمة الاقتصاد الإسباني من خلال إضعاف سلسلة التوريد الإسبانية وبالتالي تخفيف الضغط العسكري عن بالاتينات الانتخابية.
أصبحت البعثة بأكملها محض مهزلة. أهدرت القوات الإنجليزية الوقت في الاستيلاء على حصن قديم قليل الأهمية، مما أعطى قادس الوقت للاحتشاد خلف دفاعاتها والسماح للسفن التجارية في الخليج بالفرار. أثبتت دفاعات المدينة المحدثة فعاليتها، وتُعد تحسينًا كبيرًا عن تلك التي كانت في عهد تيودور. في هذه الأثناء، تشتت مجموعة من القوات الإنجليزية التي نزلت في مكان أبعد على الساحل للزحف إلى المدينة بسبب سوء الانضباط. في النهاية، قرر السير إدوارد سيسيل، قائد القوات الإنجليزية، أمام الإمدادات المتضائلة، أنه لا يوجد بديل سوى العودة إلى إنجلترا، بعد أن استولى على القليل من البضائع ولم يكن له أي وقع على إسبانيا. وهكذا في ديسمبر، عاد أسطولٌ مدمرٌ إلى الديار.
لم يبذل تشارلز الأول ملك إنجلترا، لحماية كرامته وحماية باكنغهام، والذي فشل في ضمان تموين أسطول الغزو بشكل جيد، أي جهد للاستفسار عن سبب فشل حملة قادس. غض تشارلز نظره عن الكارثة، وشغل نفسه عوضًا عن ذلك بمحنة الهوغونوت الفرنسيين في حصار لاروشيل. لكن مجلس العموم كان أقل تسامحًا. بدأ برلمان عام 1626 عملية عزل ومساءلة دوق باكنغهام، مما دفع تشارلز الأول إلى حل البرلمان بدلًا من المخاطرة بمحاكمة برلمانية ناجحة.
كان لفشل الهجوم عواقب وخيمة على إنجلترا. بالإضافة إلى الخسائر الاقتصادية والبشرية، فقد أضر بسمعة التاج الإنجليزي، مما تسبب في أزمة سياسية ومالية خطيرة في البلاد.